# Pillnitz

Pozíció Drezda térképén

Pillnitz 1950 óta Drezda városrésze.

## Története
Írott forrásban elsőként 1335-ben tűnik fel mint Belennewitz.
1791. augusztus 27-én, a pillnitzi kastélyában II. Lipót és II. Frigyes Vilmos írták alá a pillnitzi nyilatkozatot.

## Galéria

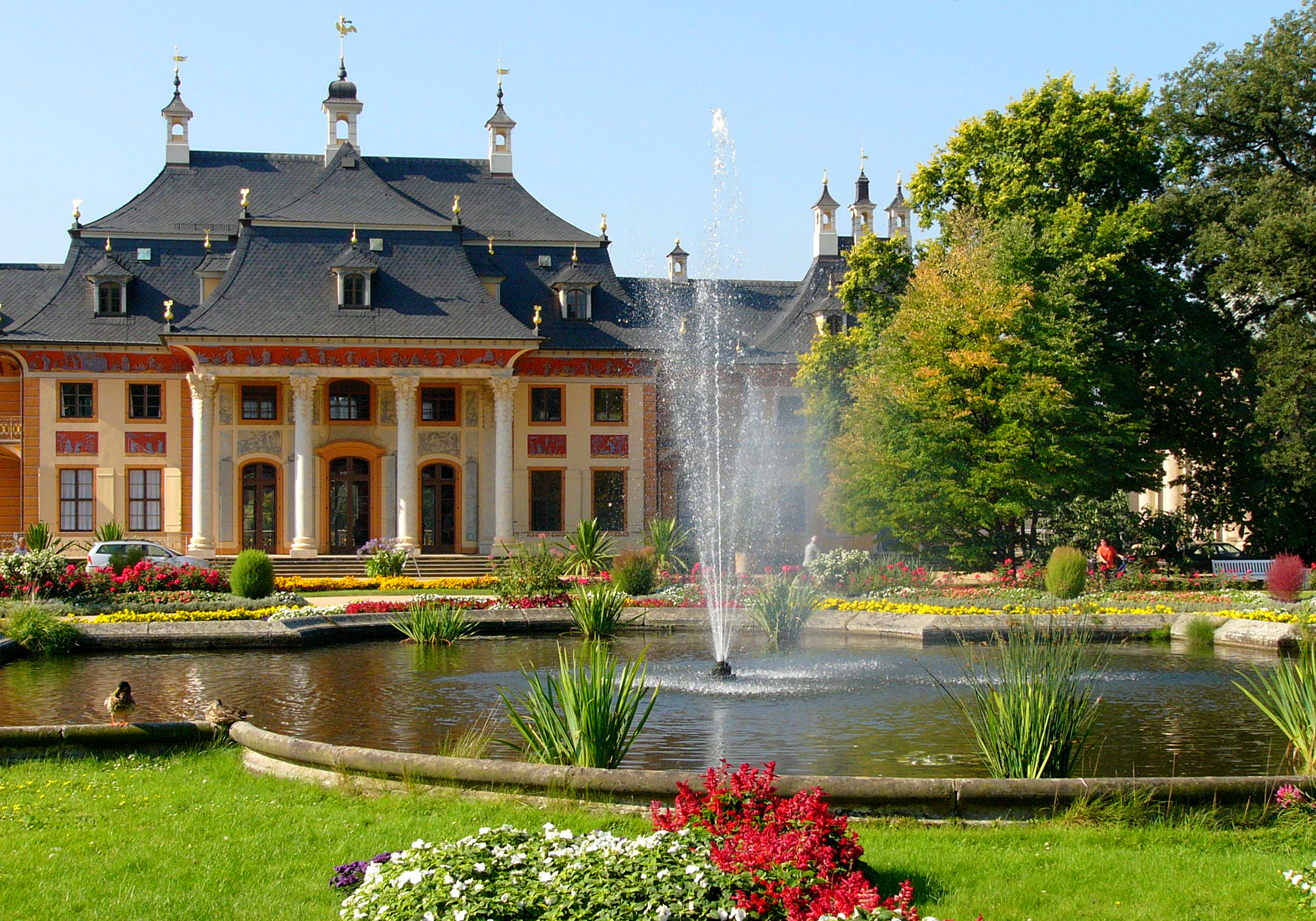
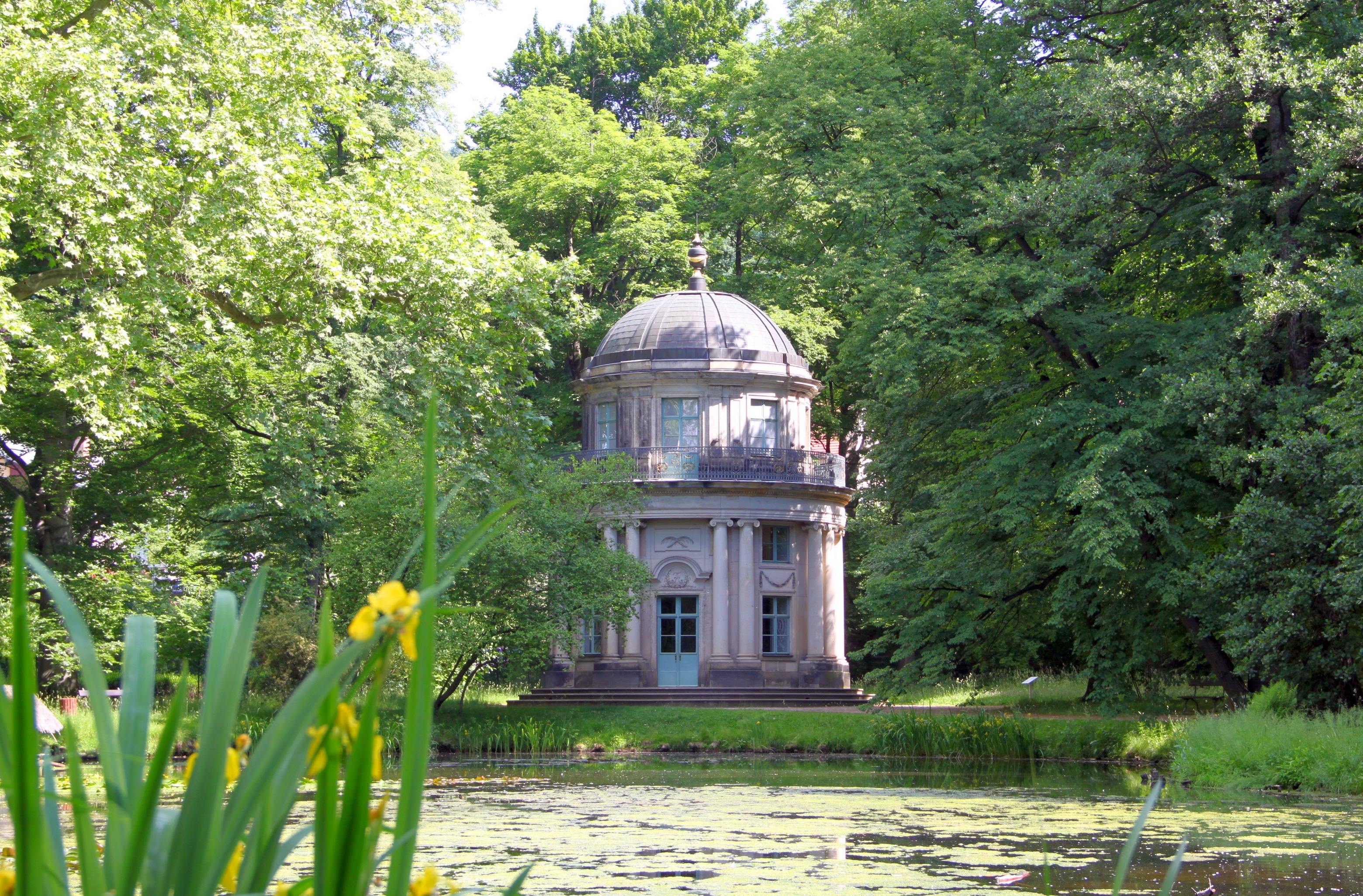
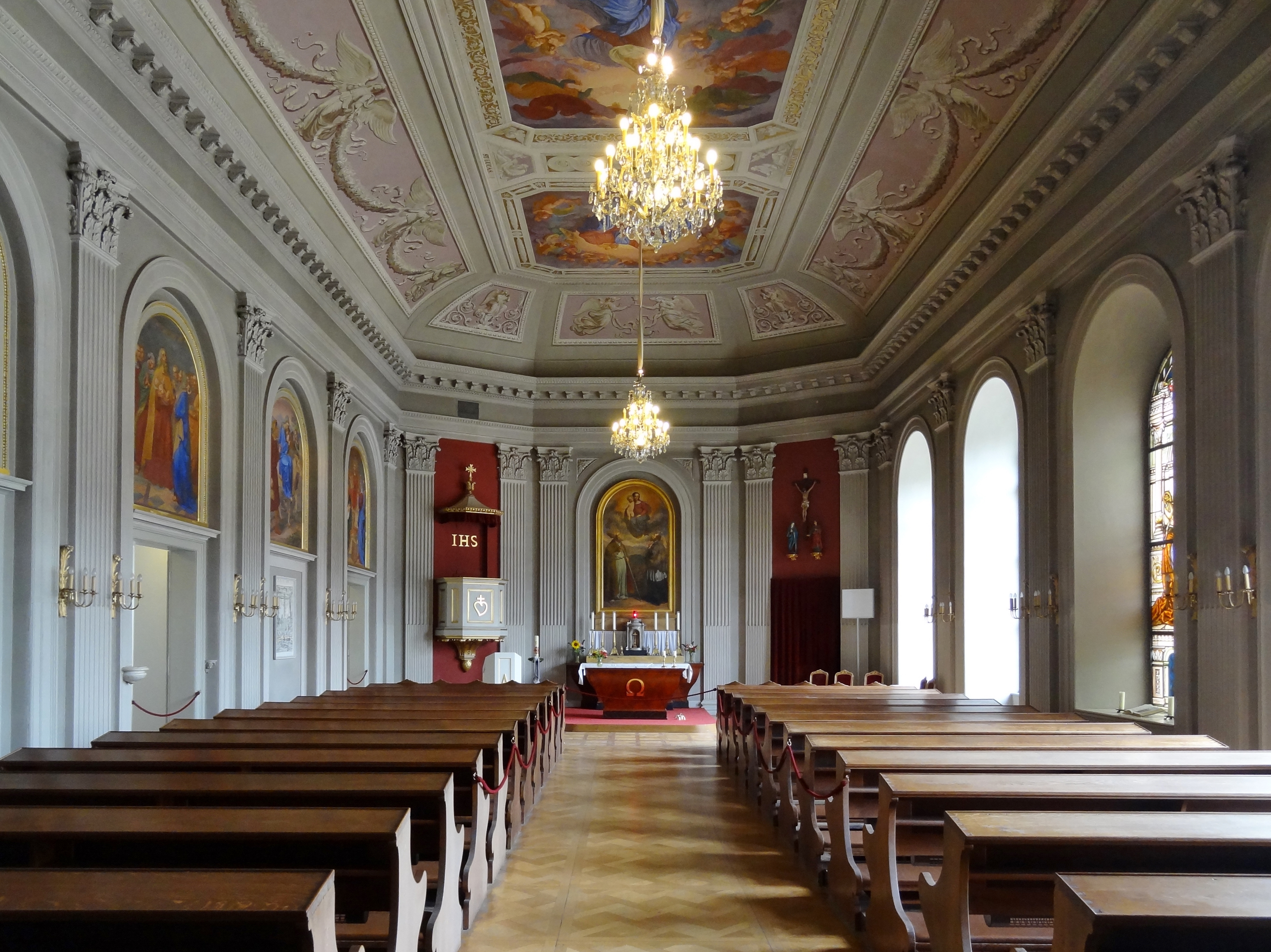
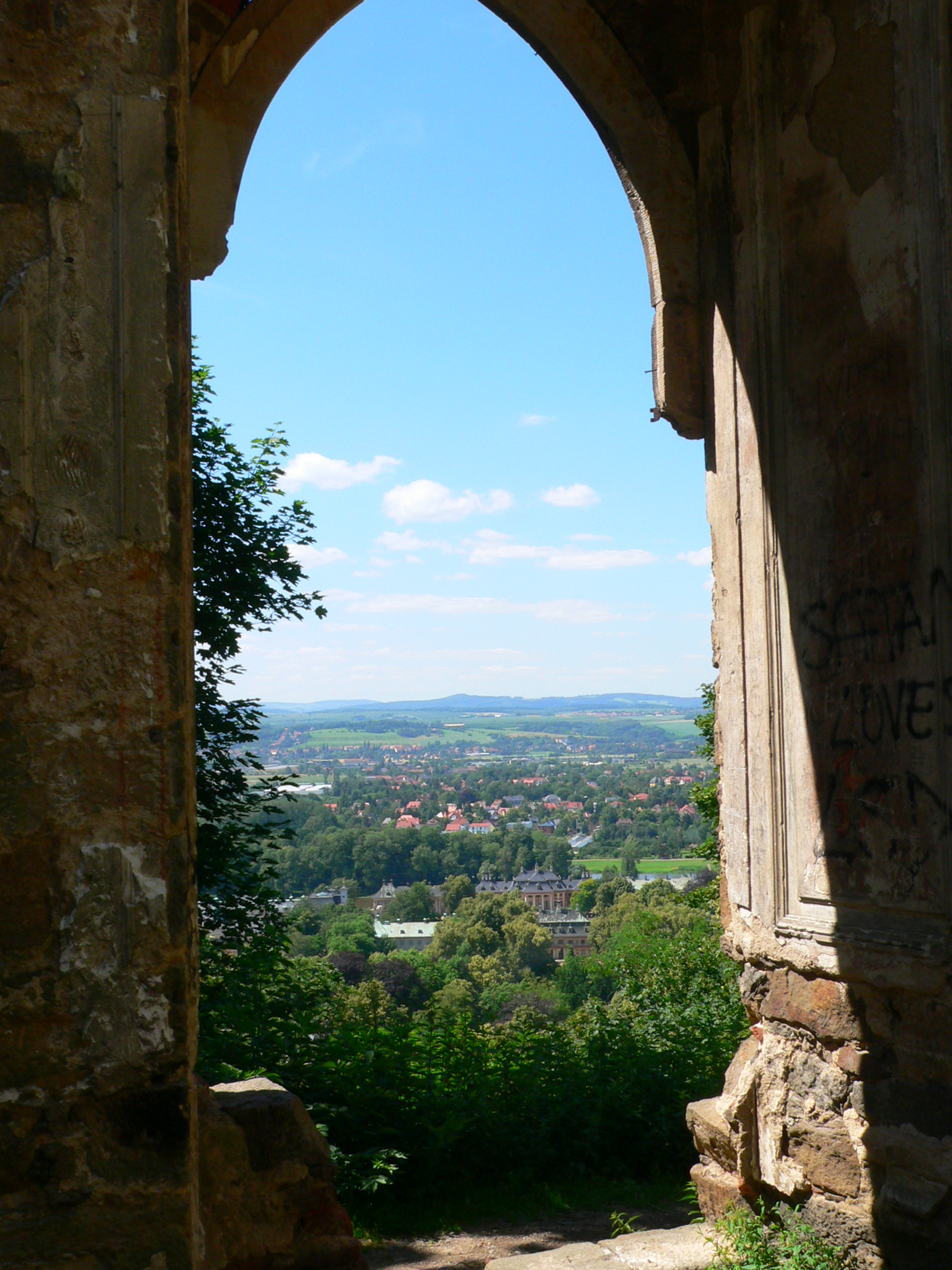
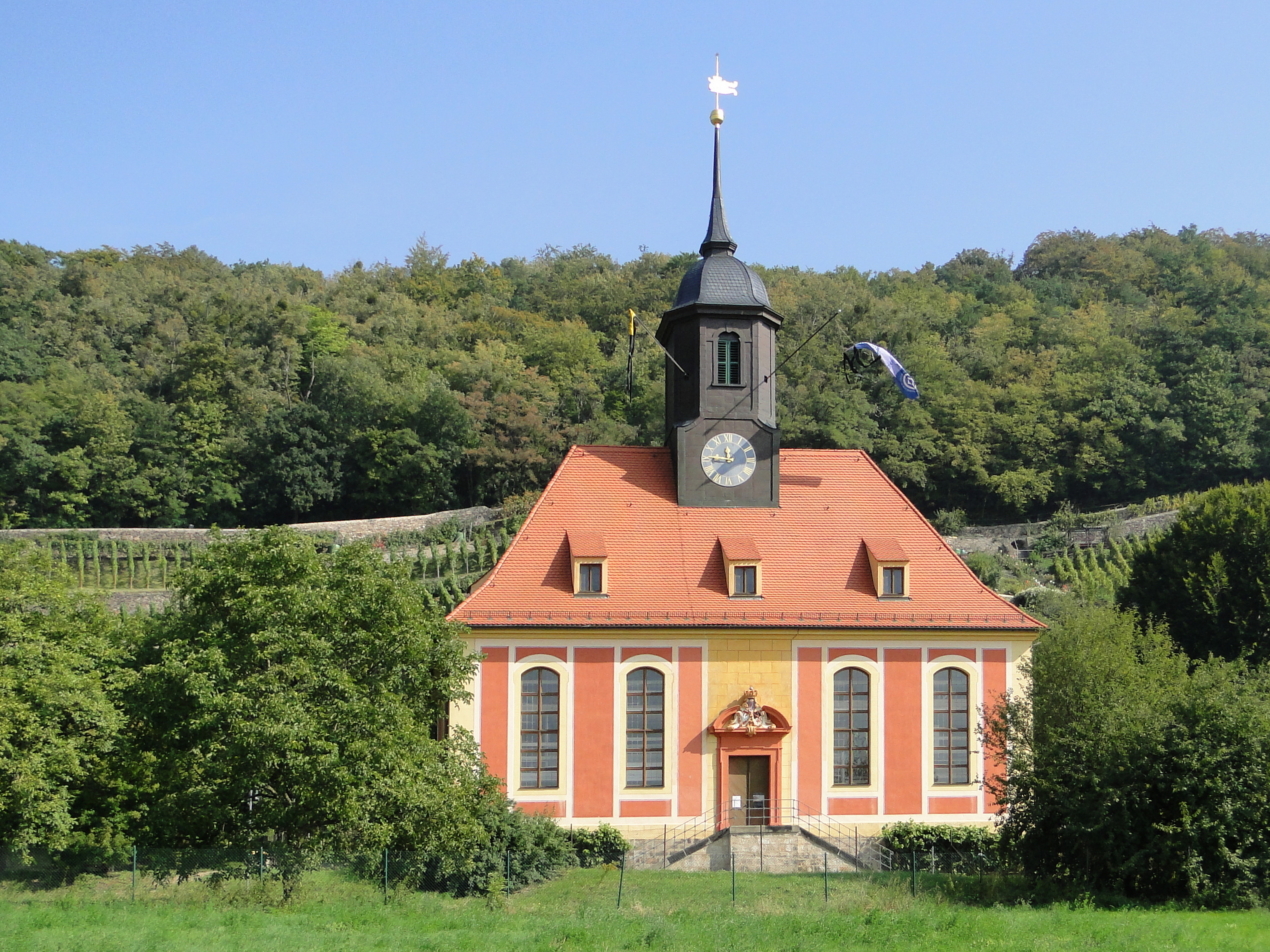
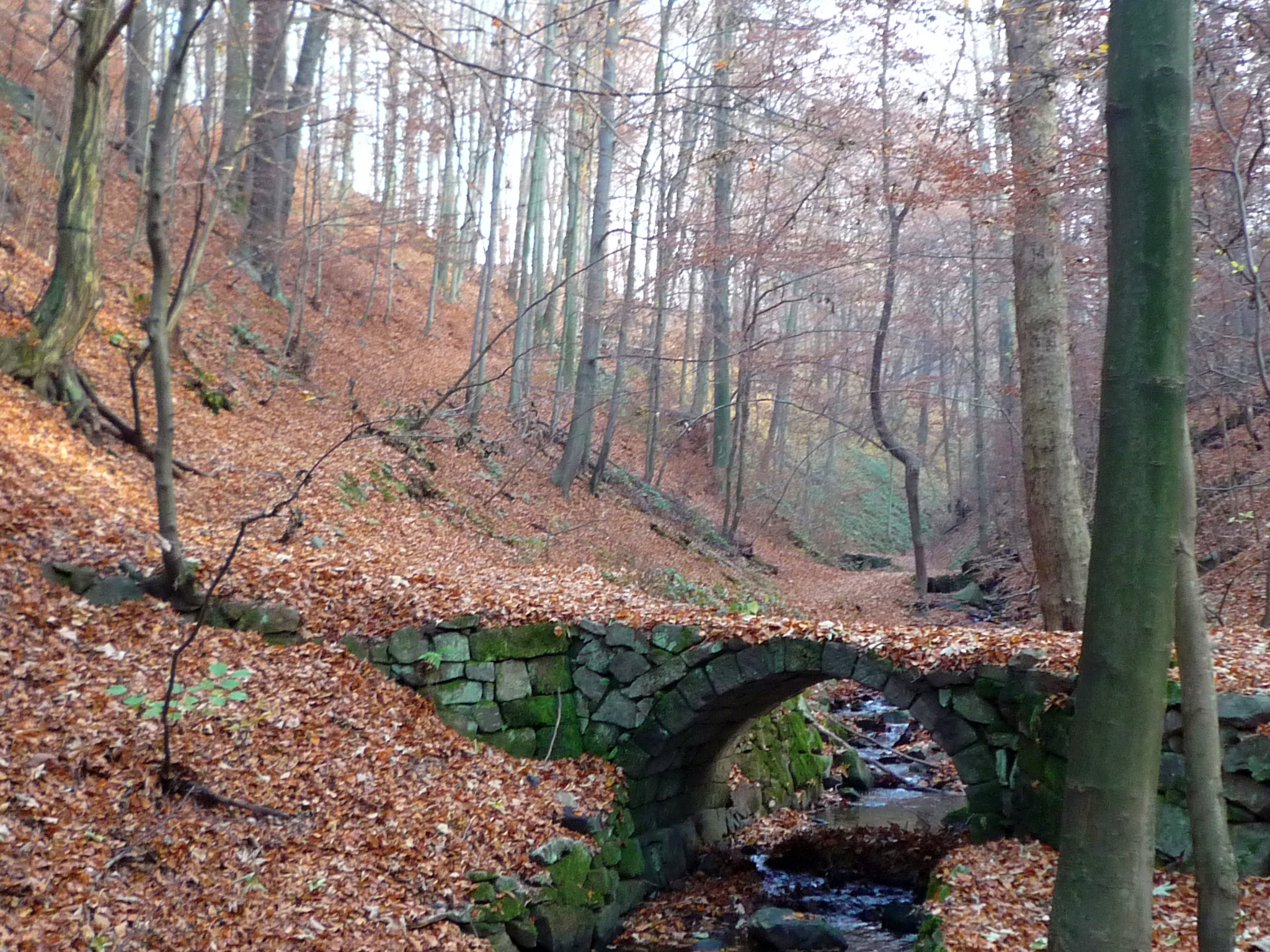
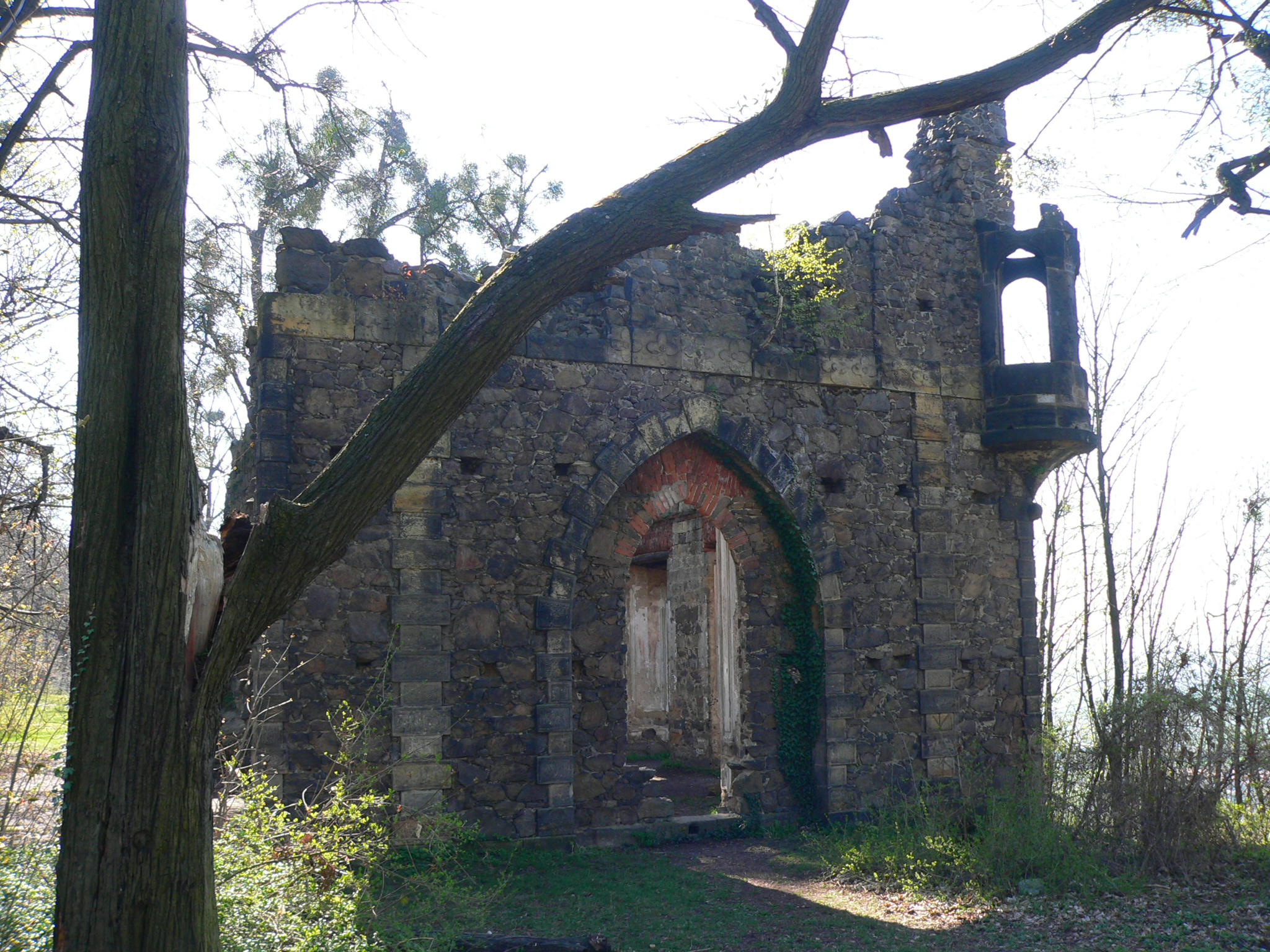

## Turistalátványosságok

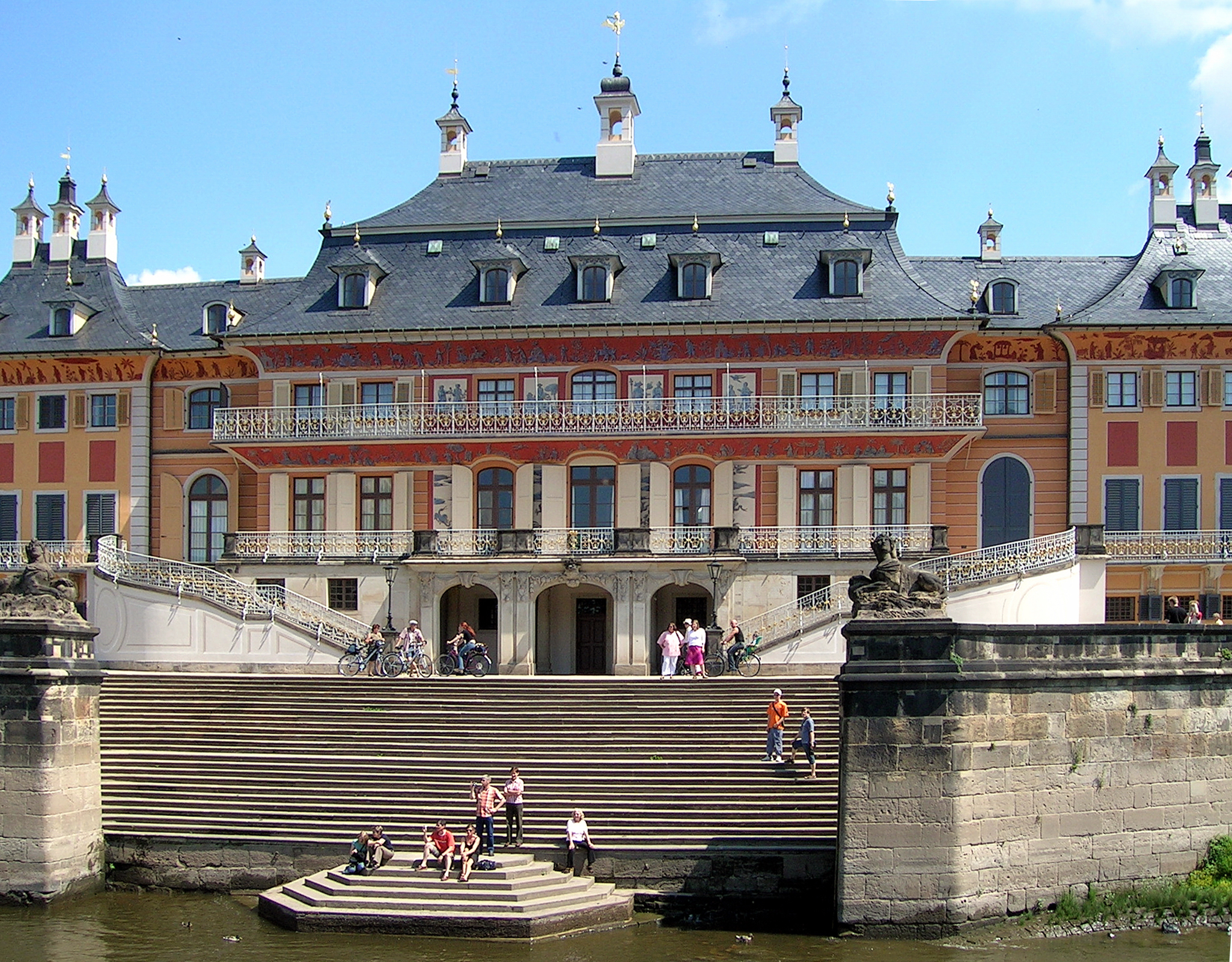
A pillnitzi kastély

- A pillnitzi kastély

## Fordítás
- Ez a szócikk részben vagy egészben  a   Pillnitz című német Wikipédia-szócikk fordításán alapul.  Az eredeti cikk szerkesztőit annak laptörténete sorolja fel. Ez a jelzés csupán a megfogalmazás eredetét és a szerzői jogokat jelzi, nem szolgál a cikkben szereplő információk forrásmegjelöléseként.